# جعفر السقيد
جعفر محمد علي السقيد مغني سوداني من مواليد منطقة القرير بالولاية الشمالية.